# 米科瓦伊·芮伊
米科瓦伊·芮伊（波蘭語：Mikołaj Rej，1505年2月4日—1569年9月8日或10月5日），或稱來自納果威切的米科瓦伊·芮伊，家族紋章為斧頭，是波蘭文藝復興時期的詩人、散文作家與譯者，同時也是政治家、福音神學家、縣長及波蘭第一共和的眾議院議員。他是波蘭第一位只以波蘭文寫作的作家，與盧布林的別爾納特（Biernat）及揚・科哈諾夫斯基（Jan Kochanowski）同被視為波蘭文學語言與文學之奠基者。